# Гачконосець
Гачконосець (Oncophorus) — рід мохів, що належать до родини Dicranaceae.
Рід має майже космополітичне поширення.
Є 17 видів, серед яких:
- Oncophorus conglomeratus Brid.
- Oncophorus crenulatus (Mitt.) Braithw.
- Oncophorus virens  (Hedw.)